# López (achternaam)

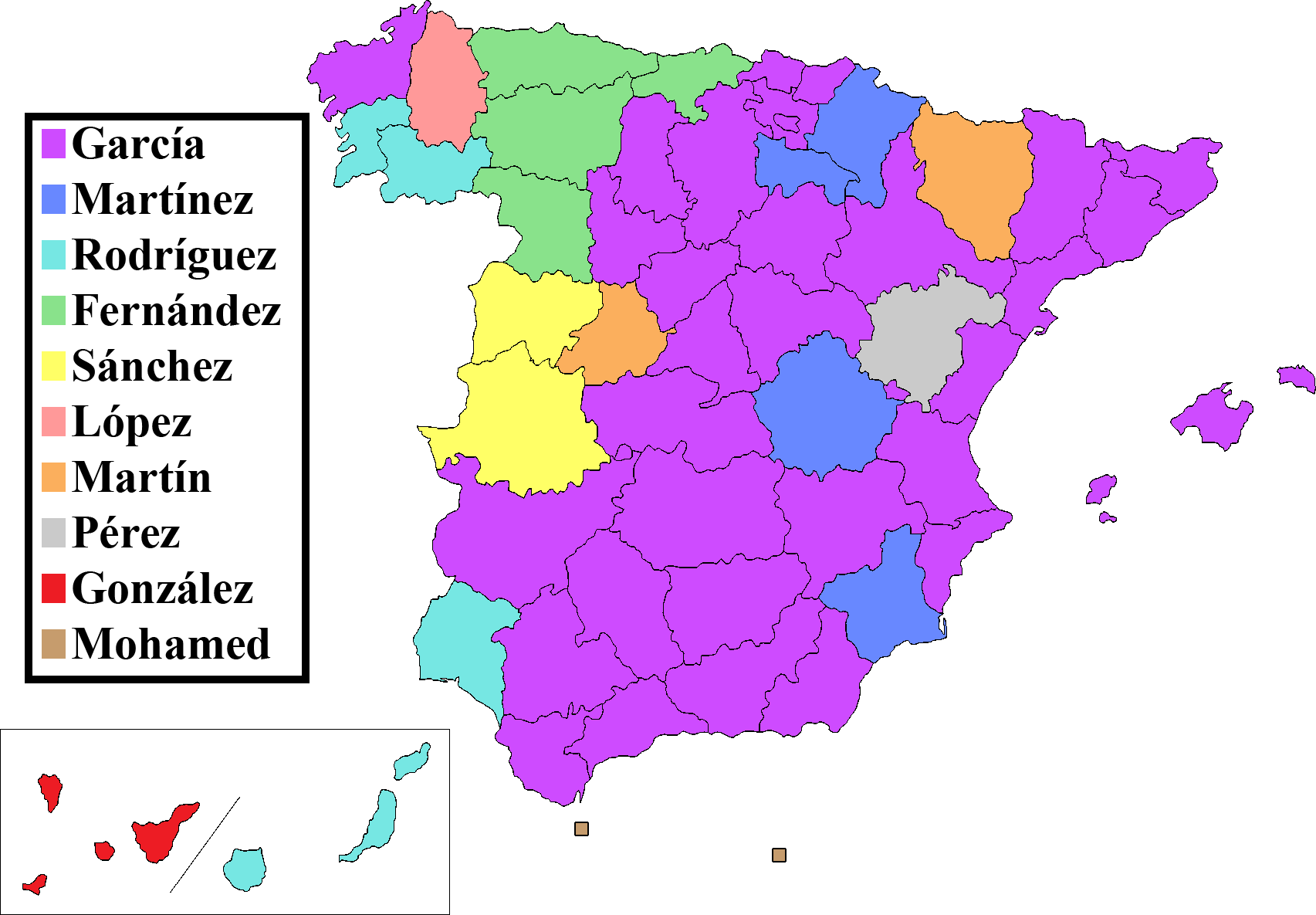
Meest voorkomende achternamen in Spanje naar provincie

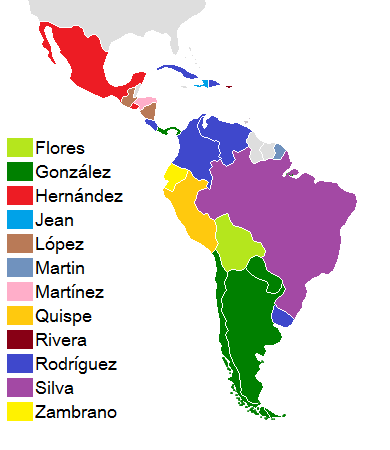
Meest voorkomende achternamen in Latijns-Amerika naar land

López is een veel voorkomende Spaanstalige achternaam. Het is oorspronkelijk een patroniem dat betekent "zoon van Lope". De middeleeuwse voornaam Lope is waarschijnlijk afgeleid van het Latijnse Lupus, "wolf". De naam komt oorspronkelijk uit Galicië maar heeft zich tijdens de reconquista in snel tempo over het hele Iberische Schiereiland verspreid, en daarna tijdens de kolonisering ook naar Latijns-Amerika.
In Argentinië, waar 332.014 inwoners López als eerste achternaam hebben (Spanjaarden en Zuid-Amerikanen hebben twee achternamen waarvan de eerste het belangrijkst is, zie Iberische en Ibero-Amerikaanse achternamen) is het de op twee na meest voorkomende achternaam. In Mexico is het met 2.176.109 personen de op drie na meest voorkomende achternaam, en in Spanje is het de op vier na meest voorkomende. 871.146 personen (oftewel 1,87% van de bevolking) hebben het als eerste achternaam. In Colombia heten 509.880 mensen López waarmee het de zesde achternaam is.